# Hypogastrura fjellbergi
Hypogastrura fjellbergi is een springstaartensoort uit de familie van de Hypogastruridae. De wetenschappelijke naam van de soort is voor het eerst geldig gepubliceerd in 1993 door Babenko & Bulavintsev.